# Фруадестре
Фруадестре́ (фр. Froidestrées) — коммуна во Франции, находится в регионе Пикардия. Департамент коммуны — Эна. Входит в состав кантона Вервен. Округ коммуны — Вервен.
Код INSEE коммуны — 02337.

## Население
Население коммуны на 2010 год составляло 208 человек.
| 1962 | 1968 | 1975 | 1982 | 1990 | 1999 | 2010 |
| ---- | ---- | ---- | ---- | ---- | ---- | ---- |
| 211  | 199  | 174  | 188  | 199  | 216  | 208  |

## Экономика
В 2010 году среди 156 человек трудоспособного возраста (15—64 лет) 109 были экономически активными, 47 — неактивными (показатель активности — 69,9 %, в 1999 году было 69,1 %). Из 109 активных жителей работали 94 человека (55 мужчин и 39 женщин), безработных было 15 (5 мужчин и 10 женщин). Среди 47 неактивных 10 человек были учениками или студентами, 20 — пенсионерами, 17 были неактивными по другим причинам.